# Dicraeus chovdensis
Dicraeus chovdensis är en tvåvingeart som beskrevs av Nartshuk 1974. Dicraeus chovdensis ingår i släktet Dicraeus och familjen fritflugor. Inga underarter finns listade i Catalogue of Life.